# Pfarrkirche Lauffen

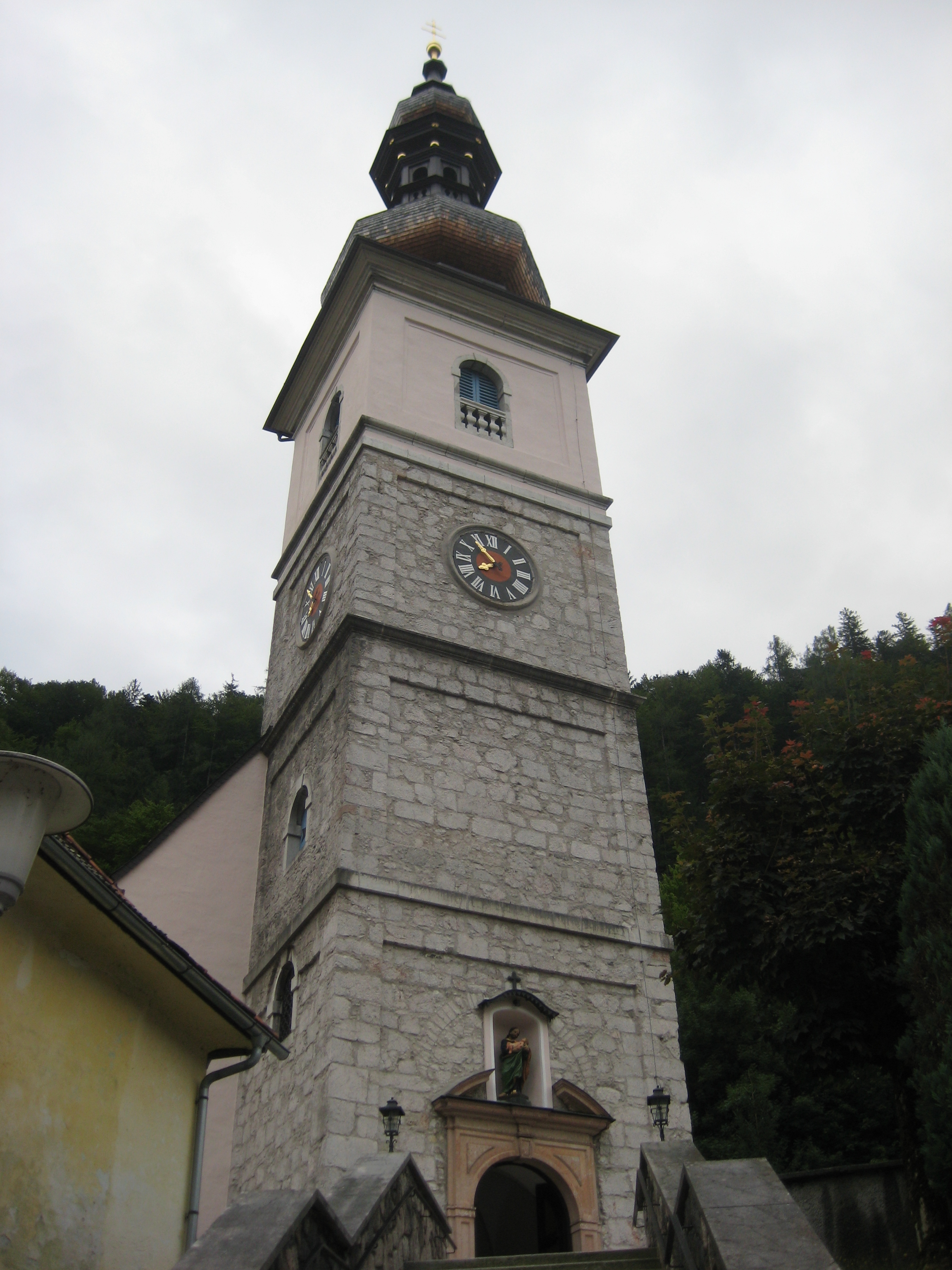
Pfarrkirche Lauffen

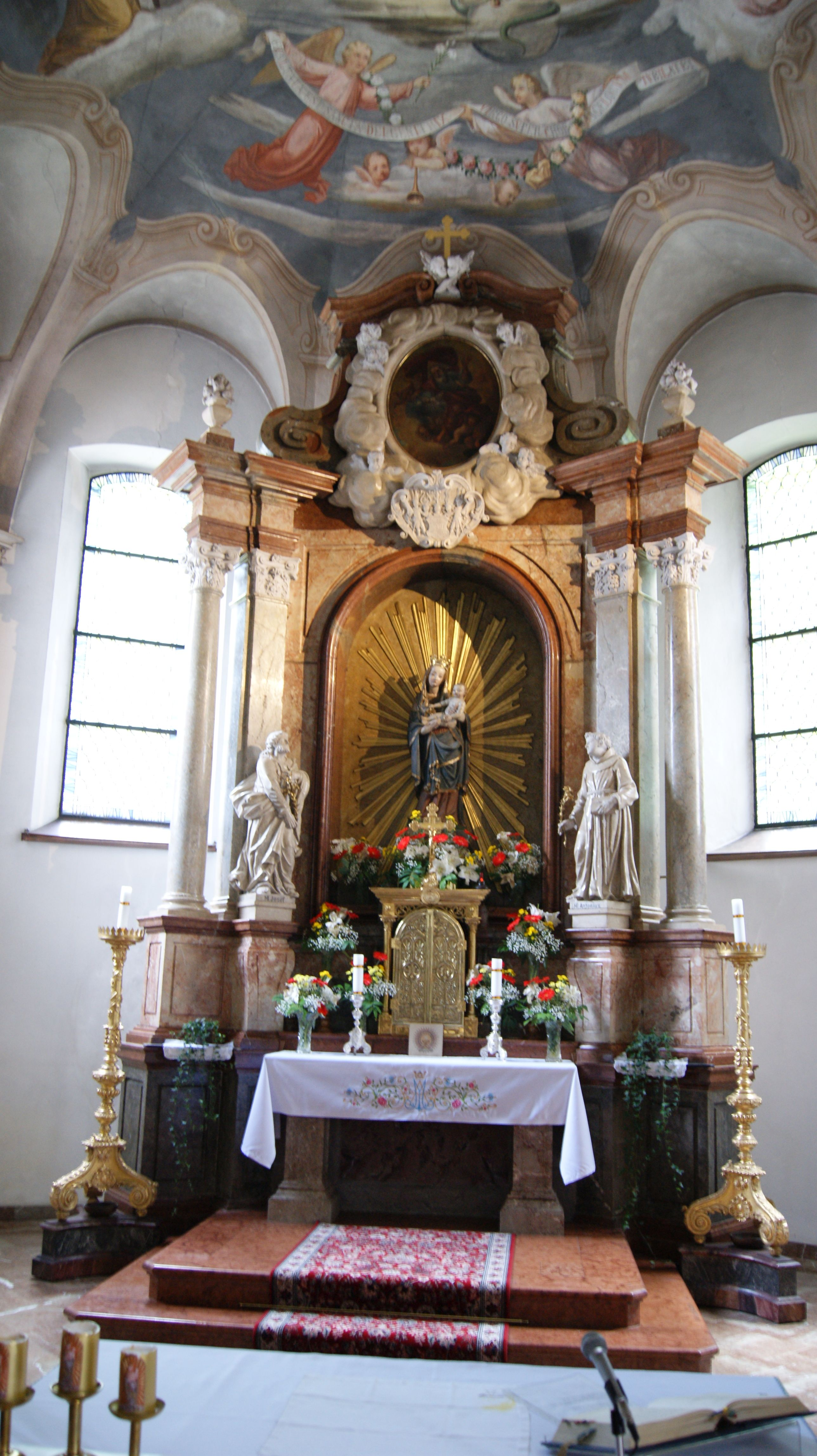
Hauptaltar der Pfarrkirche

Die römisch-katholische Pfarr- und Wallfahrtskirche Lauffen, bekannt unter dem Namen Wallfahrtskirche „Maria im Schatten“, steht auf der rechten Seite der Traun am östlichen Ende der Ortschaft Lauffen in der Stadtgemeinde Bad Ischl im Bezirk Gmunden in Oberösterreich. Sie ist dem Fest Mariä Himmelfahrt geweiht und gehört zum Seelsorgeraum Bad Ischl im Dekanat Bad Ischl. Die Kirche steht unter Denkmalschutz.

## Geschichte
Urkundlich wird bereit 1117 eine Kirche in Lauffen erwähnt. 1344 wird die Pfarrkirche erstmals ausdrücklich erwähnt („vnser Vrowen chürchen“), für welche die Lauffener Bürger von jeder vorbeifahrenden Zille einen Salzpfenning einheben durften. Selbstständig wurde die Pfarre Lauffen jedoch erst in der zweiten Hälfte des 16. Jahrhunderts. Bis dahin unterstand Lauffen der Pfarre Goisern. Die heutige Kirche ist eine Hallenkirche, die Mitte des 15. Jahrhunderts gebaut wurde.

## Kirchenbau
Die Kirche hat ein zweischiffiges, dreieinhalb jochiges Langhaus mit sechsteiligem Rautensterngewölbe. Der einjochige Chor ist aus der Achse verschoben mit Kreuzgewölbe und 3/8-Schluss. Südlich des Chores ist eine einjochige netzrippengewölbte Kapelle mit unregelmäßigem 5/8-Schluss. Diese Kapelle wurde 1456 gebaut. Der im Westen angebaute Turm mit Zwiebelhelm stammt aus dem Jahr 1705.

## Ausstattung
Der Hochaltar wurde 1686 gestiftet und bis 1719 von Salzburger Künstlern vollständig vollendet. Die zwei Seitenaltäre wurden 1637 errichtet und 1845 restauriert. Dabei wurden sie verändert. Der nördliche Altar wurde im Jahr 1951 restauriert. Die Kanzel stammt aus dem Jahr 1737, der Altar der Seitenkapelle von 1707. Das schmiedeeiserne Eingangsgitter stammt vom Ende des 17. Jahrhunderts.